# Das scharlachrote Kampfhuhn
Das scharlachrote Kampfhuhn ist der zweite Kriminalroman des Mülheimer Jazzkünstlers Helge Schneider und erschien 1995.

## Handlung
Auf einem Bauernhof wird ein Mann mitten in der Nacht von einem Wachhund zerrissen. Während der Ermittlungen wird Kommissar Schneider Zeuge, wie ein Huhn auf demselben Hof eine Magd anfällt und tötet. Wenige Tage später kommt auch der Bauer um. Er wird vom Kommissar bei einem Handgemenge getötet. Selbst für den besten Beamten der deutschen Polizei, nämlich Kommissar Schneider, eine harte Nuss. Doch nach und nach kommt der Kommissar einem grausamen Mordplan auf die Schliche, in dessen Zentrum ein wahnsinniger Wissenschaftler steht.

## Hintergrund
Die Kommissar-Schneider-Bücher gelten als gelungene Persiflage auf klassische Kriminalromane. Teilweise sind die Verhaltensweisen der Figuren äußerst abstrus und widersinnig und transportieren Helge Schneiders bekannten anarchistischen Humor.
So verhält sich der Kommissar streckenweise gesetzlos und schlägt andere, teils unschuldige Personen, die ihm widersprechen, teilweise brutal zusammen oder tötet sie sogar ohne einen richtigen Grund, während er sich in anderen, weitaus gefährlicheren Situationen zurückzieht und sich völlig defensiv verhält. Im ersten Fall begründet der Erzähler das Verhalten des Kommissars trocken als „notwendig, er hatte keine andere Wahl“.
Obduktionen werden in der Schneider-Stadt nicht von Pathologen vorgenommen („denn denen vertraut der Kommissar Schneider nicht“), sondern vom Kommissar selber. Dabei liegt die Leiche auf einem Tapeziertisch in der Garage seines Hauses, in der normalerweise sein Dienstauto, ein schicker und moderner Sportwagen, steht. Beweise, nicht nur solche die der Kommissar gut gebrauchen kann, werden ebenfalls mit nach Hause genommen und dort in der Regel vergessen, wie ein abgehackter Arm, den der Kommissar unter seinem Bett aufbewahrte und der ihm erst wieder einfiel, als er schon völlig zersetzt war und nicht mehr als Beweis dienen konnte.
Zudem scheint der Kommissar ständig im Urlaub zu sein und hält sich eher selten in seinem Büro auf. Menschen, die ihn dort sprechen wollen, werden schnell mit rüden Beschimpfungen oder schweren körperlichen Übergriffen wieder nach draußen befördert.
Auch die anderen Figuren in den Schneider-Büchern verhalten sich absolut anders, als man es von ihnen erwartet. Als Kommissar Schneider z. B. einen Familienvater in seinem Büro im wahrsten Sinne des Wortes zu Kleinholz macht, da er sich über den Kommissar beschwert hat, sind dessen Kinder und Frau entsetzt über das Verhalten des Beamten. Doch die schlechte Laune verfliegt, als Kommissar Schneider den Kindern Lutscher schenkt und der Frau anbietet, den toten Ehemann doch zum Mittagessen zu verspeisen, sodass alle zufrieden das Büro verlassen.

## Buchausgaben
- Helge Schneider: Das scharlachrote Kampfhuhn: Kommissar Schneiders letzter Fall. Kiepenheuer & Witsch, Köln 1995, ISBN 3-462-02472-8 (eingeschränkte Vorschau in der Google-Buchsuche).
- Arschfahl klebte der Mond am Fenster..., Die Kommissar Schneider Romane 1-4, Verlag Kiepenheuer & Witsch, Köln 2004 ISBN 3-462-03431-6